# Palaquium mindanaense
Palaquium mindanaense là một loài thực vật thuộc họ Sapotaceae. Đây là loài đặc hữu của Philippines.